# Julian Greis
Julian Greis (* 6. Juni 1983 in Hattingen) ist ein deutscher Schauspieler sowie Hörspiel- und Hörbuchsprecher.

## Leben
Greis wuchs in Hattingen/Nordrhein-Westfalen auf. Während seiner Schulzeit am Gymnasium Waldstraße verbrachte er im Rahmen des Parlamentarischen Patenschafts-Programms des deutschen Bundestages und des amerikanischen Kongresses ein Jahr in den USA. Erste Theatererfahrungen sammelte er am Jungen Schauspielhaus Bochum, bis er dann von 2003 bis 2006 seine Schauspielausbildung an der Hochschule für Musik und Darstellende Kunst Stuttgart unter der Leitung von Volker Canaris absolvierte. Schon während des Studiums spielte er als Gast am Düsseldorfer Schauspielhaus und an der Württembergischen Landesbühne Esslingen. Beim Schauspielschultreffen 2006 in München erhielt er für seine Rolle in „Merlin oder Das wüste Land“ den Nachwuchspreis des deutschen Bildungsministeriums. Nach seiner Ausbildung war er von 2006 bis 2009 am Schauspielhaus Graz unter der Intendanz von Anna Badora engagiert. Dort arbeitete er unter anderem mit Viktor Bodó, Tom Kühnel, Anna Badora, Christina Rast, Franz Wittenbrink und Ingo Berk.
Seit der Spielzeit 2009/2010 ist er festes Ensemblemitglied am Thalia Theater (Hamburg) unter der Intendanz von Joachim Lux. Er arbeitet dort u. a. mit Jette Steckel, Antú Romero Nunes, Luk Perceval, Leander Haußmann, Maria Ursprung, Tiit Ojasoo, Christopher Rüping und Bastian Kraft.
Greis ist neben dem Theater als Film- und Fernsehschauspieler sowie als Sprecher für Hörbücher und Hörspiele tätig.
Im Dezember 2012 wurde er von der Körber-Stiftung mit dem Boy-Gobert-Preis für Nachwuchsschauspieler an Hamburger Bühnen ausgezeichnet. Im Oktober 2014 erhielt er gemeinsam mit seinen Ensemblekollegen den Rolf-Mares-Preis als beste Darsteller für ihre Leistung in „Moby Dick“.
2017 wurde er für das Hörbuch „George“ und 2018 für das Hörbuch „Was wir dachten, was wir taten“ als bester Interpret mit dem Deutschen Kinderhörbuchpreis BEO ausgezeichnet.
Im Februar 2021 war Greis Teil der Initiative #ActOut im SZ-Magazin, zusammen mit 184 anderen lesbischen, schwulen, bisexuellen, queeren, intergeschlechtlichen und transgender Personen aus dem Bereich der darstellenden Künste.

## Theaterarbeiten (Auswahl)
Württembergische Landesbühne Esslingen
- 2005: Mutter Courage von Bertolt Brecht - Regie: Carlos Manuel - Feldwebel, Soldat

Wilhelma-Theater Stuttgart
- 2006: Merlin oder Das wüste Land von Tankred Dorst - Regie: Titus Georgi - Parzival, König von Cornwall, Sir Persant

Düsseldorfer Schauspielhaus
- 2006: FernwehDROMOMANIA von Nicoletta Esinencu - Regie: Andrej Kritenko - Herr Makowka

Schauspielhaus Graz
- 2007: Sissi – ein Projekt - Regie: André Rößler - Kaiser Franz-Josef/Karlheinz Böhm
- 2007: Wie es euch gefällt von William Shakespeare - Regie: Anna Badora – Phoebe
- 2007: Alice im Wunderland von Lewis Carroll - Regie: Viktor Bodó – Humpty Dumpty, Champignon, Diverse (eingeladen zu den Salzburger Festspielen 2009 und zum radikal jung Festival 2008)
- 2008: Othello von Feridun Zaimoglu - Regie: Christina Rast - Cassio
- 2008: Go West – ein Projekt von S. Stanicic, S. Wächter und T. Kühnel - Regie: Tom Kühnel – Johannes
- 2008: Nix wie weg! ein Liederabend von Franz Wittenbrink - Regie: Franz Wittenbrink – Gregor der Piefke
- 2008: Baumeister Solness von Henrik Ibsen - Regie: Anna Badora – Ragnar Brovik
- 2009: Wer hat Angst vor Virginia Woolf? von Edward Albee - Regie: Tom Kühnel – Nick
- 2009: Radetzkymarsch nach dem Roman von Joseph Roth - Regie: Ingo Berk – Rittmeister Taitinger, Kapturak, Diverse

Thalia Theater (Hamburg)
- 2009–2012: Festzeitstory - Serie - Regie: Maria Ursprung
- 2009: Judasevangelium oder Verrat ist Deine Passion - Regie: Kornél Mundruczó – Franz
- 2009: Ernst ist das Leben (Bunbury) - Regie: Anna Bergmann – Dr. Chasuble (eingeladen zum radikal jung Festival 2010)
- 2010: Woyzeck nach Georg Büchner in einer Fassung von Waits/Wilson - Regie: Jette Steckel – Karl, ein Idiot
- 2010: Große Freiheit Nr. 7 nach Helmut Käutner - Regie: Luk Perceval – Karl Fiete Brinkmann
- 2010: Atropa. Die Rache des Friedens von Tom Lanoye - Regie: Antú Romero Nunes – die schöne Helena
- 2011: Merlin oder Das wüste Land von Tankred Dorst - Regie: Antú Romero Nunes - Parzival
- 2011: Der Fremde nach Albert Camus - Regie: Jette Steckel - Meursault
- 2011: Insektarium von Gert Jonke - Regie: Maria Ursprung – das Zimmer
- 2012: Fuck your Ego! ein Projekt von Tiit Ojasoo und Ene-Liis Semper - Regie: Tiit Ojasoo - Ensemble
- 2012: Der zerbrochne Krug von Heinrich von Kleist - Regie: Bastian Kraft - Ruprecht
- 2012: Geisterritter nach Cornelia Funke - Regie: Christine Rast - William Longspee, Stuart Chrenshaw
- 2013: Moby Dick nach Herman Melville - Regie: Antú Romero Nunes - Ensemble
- 2013: Hedda Gabler von Henrik Ibsen - Regie: Jan Bosse - Dienstmädchen Berte
- 2013: Die Möwe von Anton Tschechow - Regie: Leander Haußmann - Semjon Semjonowisch Medwedenko
- 2014: tonight:FRAKTUS von und mit Studio Braun - Regie: Studio Braun - Peter Tschäck Hensel
- 2014: Romeo und Julia von William Shakespeare - Regie: Jette Steckel - Mercutio
- 2014: Die lächerliche Finsternis von Wolfram Lotz - Regie: Christopher Rüping - Lippenbär, Stojkoviç, Papagei
- 2015: Die Stunde da wir nichts voneinander wussten - Regie: Tiit Ojasoo und Ene-Liis Semper - Ensemble
- 2015: Engel in Amerika - Regie: Bastian Kraft - Louis Ironson
- 2016: Wut/Rage von Elfriede Jelinek/Simon Stephens - Regie: Sebastian Nübling - Ensemble
- 2017: Mutter Courage und ihre Kinder von Bertolt Brecht - Regie: Philipp Becker - Schweizerkas
- 2017: Atlas der Angst von Dirk Gieselmann und Armin Smailovic - Regie: Gernot Grünewald - Ensemble
- 2017: In der Einsamkeit der Baumwollfelder von Bernard-Marie Koltès - Dealer
- 2017: Auerhaus von Bov Bjerg - Regie: Franziska Autzen - Harry
- 2018: Panikherz von Benjamin von Stuckrad Barre - Regie: Christopher Rüping - Ensemble
- 2018: Hexenjagd von Arthur Miller - Regie: Stefan Pucher - Reverend Parris
- 2019: Liliom von Franz Molnar - Regie: Kornél Mundruczó

## Arbeiten als Sprecher (Auswahl)
- 2006: Schiefe Gedanken von Martiern, Menschen und Ameisen. Die phantastischen Welten des Kurd Laßwitz von Thomas Gaevert
- 2011: Tschick von Wolfgang Herrndorf (NDR-Hörspiel)
- 2012: Boy 7 von Mirjam Mous (Hörbuch, Hörcompany Hamburg - HR-Hörbuchbestenliste (Kinder-/Jugendhörbücher) Juni 2012, Platz 1)
- 2012: Legend, Fallender Himmel von Marie Lu (Hörbuch, Hörcompany Hamburg)
- 2013: Die Verfolgung von Matt Hartley (NDR-Hörspiel)
- 2013: Weltliteratur für Kinder: Der Kaufmann von Venedig (Hörbuch, Hörcompany Hamburg)
- 2014: Rasend schnell und tierisch langsam (Hörbuch, Hörcompany Hamburg)
- 2014: Eleanor & Park von Rainbow Rowell (Hörbuch, Hörcompany Hamburg) - nominiert als bester Interpret für den Deutschen Kinderhörbuchpreis BEO 2015
- 2015: Teenie-Leaks von Paul Bühre (Hörbuch Hamburg)
- 2015: Die lächerliche Finsternis von Wolfram Lotz - Regie: Leo Koppelmann (SWR-Hörspiel)
- 2015: NDR Radio Tatort – Das Grab der kleinen Vögel - Regie: Sven Stricker
- 2015: Nennt mich nicht Ismael nach Michael Gerard Bauer - Regie: Nicole Paulsen (SWR-Hörspiel)
- 2015: Der katholische Bulle von Adrian McKinty - Regie: Sven Stricker (NDR-Hördspiel)
- 2015: PARTY von Tom Leveen - Regie: Christiane Ohaus (NDR-Hörspiel)
- 2016: Nur drei Worte (Hörbuch Hamburg) - HR2 Hörbuchbestenliste April 2016
- 2016: George (Hörbuch, Oetinger Media) - ausgezeichnet als bester Interpret mit dem Deutschen Kinderhörbuchpreis BEO 2017
- 2016: Maria will reisen (NDR Info, Literarisches Feature)
- 2016: Zirkus Mirandus (Hörbuch, Hörcompany Hamburg)
- 2016: Die Brüllbande (Hörbuch, Hörcompany Hamburg)
- 2016: Radio Tatort Saarland: Aladins Wunderlampe - Regie: Stefann Dutt (SR-Hörspiel)
- seit 2016: Die Grundschulsuperhelden (Hörspielreihe, Amazon)
- 2017: England (Hörbuch, Oettinger Audio) - HR2-Hörbuchbestenliste August '17
- 2017: Geronimo - Regie: Christiane Ohaus (NDR-Hörspiel)
- 2017: Was wir dachten was wir taten (Hörbuch, Hörcompany Hamburg) - HR2-Hörbuchbestenliste August 2017, BEO 2018 als bester Interpret
- 2018: Sumatra (Hörspiel NDR)
- 2018: Das Versprechen (NDR Feature)
- 2018: Thabo - Detektiv und Gentleman (NDR-Hörspiel)
- 2018: Jo-Jo und die Dschungelbande (Hörspiel, Jumbo Medien)
- 2018: Collins geheimer Channel (Hörbuch, Randomhouse)
- 2018: Heilige Geliebte (NDR Hörspiel)
- 2018: Wir sind schön, für hässliche Leute (SRF Hörspiel)
- 2018: Der Reisende (NDR Hörspiel)
- 2019: Sunny - der Sound der Welt (Hörbuch, Hörcompany Hamburg)
- 2021: Johanna Mo: Nachttod, der Hörverlag (Die Hanna Duncker-Serie 1, gemeinsam mit Simone Kabst), ISBN 978-3-8371-5625-6
  - 2021: Johanna Mo: Nachttod, der Hörverlag (Die Hanna Duncker-Serie 1, gemeinsam mit Simone Kabst), ISBN 978-3-8371-5627-0 (Hörbuch-Download, ungekürzt)
- 2022: Erin Entrada Kelly: Die Nelsons greifen nach den Sternen (gemeinsam mit Hanno Koffler & Sascha Icks), Hörbuch Hamburg, ISBN 978-3-7456-0343-9
- 2022: Georges Simenon: November (Olivier) – Regie: Irene Schuck (Hörspiel, NDR)
- 2024: Anna Jansson: Mädchenfeuer – Ein Kommissar-Bark-Krimi, der Audio Verlag, ISBN 978-3-7424-3005-2 (Hörbuch-Download, Band 4, u. a. mit Achim Buch & Chantal Busse)

## Filmografie (Auswahl)
- 2012: Die Pfefferkörner
- 2012: SOKO Wismar - Steckschuss
- 2012: Am Ende ist man tot - Regie: Daniel Lommatzsch
- 2013: Marie Brand und die Engel des Todes
- 2016: Aminas Breve (tamtam film) - Regie: Jakob Bitsch
- 2017: LIVE (li-ke filme) - Regie: Lisa Friederich
- 2019: Aus dem Tagebuch eines Uberfahrers (joyn) - Regie: Julian Pörksen
- 2019: Grossstadtrevier (ARD) - Regie: Félix Koch
- 2019: Eine Fremde Tochter (NDR) - Regie: Stefan Krohmer
- 2021: In aller Freundschaft – Die jungen Ärzte
- 2023: SOKO Hamburg – Marktschreie
- 2025: Tatort: Solange du atmest (Fernsehreihe)

## Hörspiele (Auswahl)
- 2018: Sabine Stein: Sumatra – Regie: Roman Neumann (NDR)

## Auszeichnungen
- 2006: Ensemble- und Einzeldarstellerpreis beim Schauspielschultreffen München
- 2012: Boy-Gobert-Preis der Körber-Stiftung
- 2014: Rolf-Mares-Preis für Moby Dick
- 2017: BEO - Deutscher Kinderhörbuchpreis als bester Interpret für George
- 2018: BEO - Deutscher Kinderhörbuchpreis als bester Interpret für Was wir dachten, was wir taten